# Praia Messias Alves
Praia Messias Alves és una localitat de São Tomé i Príncipe al districte de Cantagalo, a l'est de l'illa de São Tomé. La seva població és de 585 (2008 est.). És una subdivisió de Santana prop de Picão Flor a l'oest.

## Evolució de la població
| 2001 | 2008 |
| 513  | 585  |